# 26414 Amychyao
26414 Amychyao este un asteroid din centura principală de asteroizi.

## Descriere
26414 Amychyao este un asteroid din centura principală de asteroizi. A fost descoperit pe 7 decembrie 1999 la Socorro, New Mexico, în cadrul proiectului LINEAR. Asteroidul prezintă o orbită caracterizată de o semiaxă mare de 2,44 ua, o excentricitate de 0,11 și o înclinație de 6,6° în raport cu ecliptica.